# Gerd Taubenheim
Gerd Taubenheim (Berlín, 1938) es un botánico alemán, que desarrolla actividad científica y académica en la Universidad de Berlín. Es especialista en orquídeas

## Algunas publicaciones
- h. Sundermann, g. Taubenheim. 1978]. Die Verbreitung der Orchideen in der Türkei I. Orchidee 29 (4): 172-179

### Libros
- j. Renz, g. Taubenheim. 1984. Orchidaceae. En: P.H. Davis. Flora of Turkey and the East Aegean Islands. Vol. 8. Edimburgo

## Eponimia
- (Orchidaceae) Cephalanthera × taubenheimii H.Baumann[1]